# نظریه بالونی
نظریه بالونی یا بالونیستی یک تئوری در علوم عصبی اولیه برای توضیح حرکت عضلات بود، با این ادعا که عضلات با تورم هوا یا مایع منقبض می‌شوند. پزشک یونانی گالن معتقد بود که عضلات به دلیل وجود مایعات در آنها منقبض می‌شوند، اما ۱۵۰۰ سال بعد اعتقاد بر این است که اعصاب توخالی است و مایع را حمل می‌کنند. رنه دکارت که به هیدرولیک علاقه‌مند بود و از فشار مایع برای توضیح جنبه‌های مختلف فیزیولوژی مانند قوس رفلکس استفاده می‌کرد، پیشنهاد داد که «ارواح حیوانات» به عضله سرازیر شده و مسئول انقباض آنها باشند. در این مدل، که دکارت برای توضیح رفلکس‌ها از آن استفاده می‌کرد، ارواح از بطن‌های مغز، از طریق اعصاب و عضلات برای تحریک و تحریک دومی جریان می‌یابد.
در سال ۱۶۶۷، توماس ویلیس پیشنهاد کرد که با واکنش ارواح حیوانات با روحیه حیاتی ممکن است ماهیچه‌ها گسترش یابند. وی فرض کرد که این واکنش هوا را به شکلی شبیه به واکنشی که باعث انفجار می‌شود، تولید می‌کند و باعث متورم شدن عضلات و ایجاد حرکت می‌شود.

## تکذیبهای فیزیولوژیکی این نظریه

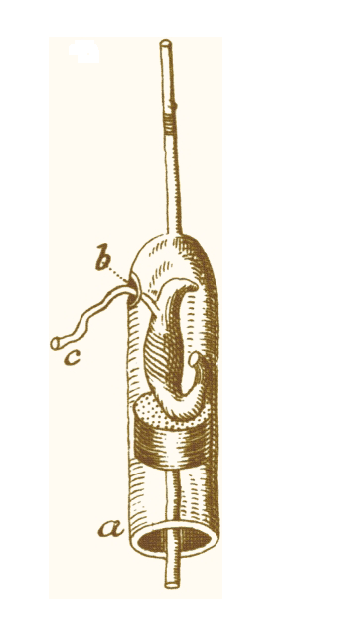
تصویر سوامرام از آماده‌سازی عضلات عصبی. وی یک عضله ران قورباغه را در یک سرنگ شیشه ای با عصب بیرون زده از سوراخ در کنار ظرف قرار داد. تحریک عصب باعث انقباض عضله شد اما سطح آب و در نتیجه حجم عضله افزایش نیافت.

1. ↑  Pearn J. 2002. A curious experiment: the paradigm switch from observation and speculation to experimentation, in the understanding of neuromuscular function and disease. Neuromuscular Disorders, Volume 12, Issue 6, Pages 600-607.
2. ↑  Columbia University. History of Neuroscience. Retrieved on January 25, 2007.
3. ↑  Cobb M (2002). "Timeline: Exorcizing the animal spirits: Jan Swammerdam on nerve function". Nature Reviews Neuroscience. 3 (5): 395–400. doi:10.1038/nrn806. PMID 11988778.